# 부나 코야
부나 코야(우르두어: بھناکھویا)는 유제품의 일종으로 코아의 한 종류이다. 파키스탄에서 유명하며 특히 펀자브 지방과 중요하게 엮여 있다. 많은 펀자브 지방의 사업가들은 이와 관련된 사업을 진행하고 있다.